# Hazlul ibn Abd al-Aziz Al Su’ud
Hazlul ibn Abd al-Aziz Al Su’ud (ur. 1942, zm. 29 września 2012) – saudyjski książę.
Był jednym z synów króla Abd al-Aziza ibn Su’uda. Pełnił funkcję prezesa klubu al-Hilal. Wchodził w skład ciała odpowiedzialnego za ustalanie kształtu linii sukcesji tronu. W 2009 roku wskazywano go jako jednego z możliwych następców króla Abd Allaha. W 2012 roku wskazywano go jako jednego z kandydatów na następcę króla Salmana.